# Specialisering
Specialisering innebär inom företagsekonomi att produktionen av olika varor eller tjänster delas upp i syfte att uppnå stordriftsfördelar. I stället för att något företag producerar alla delar, produceras olika tjänster eller komponenter av olika företag.

## Grundläggande
En klassisk analogi är IBM som förr tillverkade allt för datorer. Numer finns det en uppsjö av företag som producerar komponenter till datorer och annan elektronisk utrustning. Sedan finns det andra företag som paketerar och sätter ihop dessa komponenter. Avregleringen och globaliseringen har förstärkt möjligheterna till en ökad specialisering. Redan Adam Smith (1791) visade att man genom specialisering kan uppnå en högre produktivitet och därmed ett högre välstånd. Vidare tenderar specialiserade företag ofta att vara mindre vilket stimulerar flexibilitet. Om några tjänster prissätts så att de ska finansiera även andra tjänster, s.k. korssubventioner, är sannolikheten speciellt stor att nya specialiserade företag dyker upp som konkurrenter.
Till exempel har flera verksamheter inom den finansiella sektorn tagits över från banker av mer specialiserade företag. Avanza har specialiserat sig på nya uppgifter inom värdepappershandeln. Nischbankerna och försäkringsmäklarna har hittat nya marknadssegment genom att erbjuda förmånligare lösningar. Valutaspecialisten Forex specialiserar sig på valutaväxling. Försäkringsbolagen låter externa konsulter hantera skaderegleringen, bankerna låter Securitas ta över uppgifter med att fylla och tömma bankomater. Värdepapperisering kan ses form specialisering. Det innebär att vissa funktioner bryts ut ur större strukturer för att produceras.

## Fördelar
Specialisering leder till en koncentration av verksamheten som har flera fördelar. Ofta krävs helt enkelt en kritisk massa för att uppnå lönsamhet. För att effektivt bedriva till exempel telefoni, bankrörelse, rederiverksamhet eller liknande krävs att man har kommit över en viss tröskel i affärsvolymen. Dessa stordriftsfördelar kan sägas ha åtminstone tre olika generella orsaker.

### Lägre kostnader
Det första skälet till stordriftsfördelar beror på produktionskostnaderna. De fasta kostnaderna är ofta betydande medan de rörliga kostnaderna är ganska begränsade. Det är därför bara genom att slå ut de fasta kostnaderna på många transaktioner eller kunder som affärsverksamheten över huvud taget blir lönsam. Kostnaderna för att skapa datoriserade system för produktion, fakturering eller handel för att nämna några områden, är avsevärda. Däremot är marginalkostnaden att hantera ytterligare en köporder, en betalningsorder eller liknande i existerande system, om inte försumbar, så i alla fall begränsad. Detta förstärks av att ny informationsteknik kraftigt reducerar marginalkostnaderna. När konkurrensen tvingar fram allt mer av marginalprissättning sjunker därför priserna för produkterna som produceras.

### Nätverkseffekter
Den andra förklaringen till stordriftsfördelarna hänför sig till nätverksfördelar. Dessa nätverkseffekter är ofta betydande vid leverans av mer eller mindre tekniska tjänster. Nyttan för en enskild kund ökar ju fler som är anslutna till exempelvis ett telefonnät. När Thomas Edison uppfann telefonen var det en stor teknisk uppfinning men det var först när han skapade det andra exemplaret som den fick någon betydelse. När fler ansluter sig till ett nätverk ökar nyttan eftersom det då finns fler personer som kan nås. Liknande nätverkseffekter finns inom många finansiella segment. Värdepappershandel är ett tydligt exempel. Investerare vill handla på en likvid marknad. Den mest likvida marknaden är där alla andra handlar. Alltså kommer alla att vilja handla på samma ställe. Eftersom den höga likviditeten är värdefull, kommer alla att handla på denna marknadsplats även om en annan kanske är något billigare. Detta kan försvåra en effektiv konkurrens mellan olika marknadsplatser.

### Större kunder
Ett tredje skäl till stordriftsfördelar är en konsekvens av förändringar i kundstrukturen. Eftersom de ledande företagen blir allt större, krävs det allt större leverantörer för att ge dessa stora multinationella företag den service de kräver. Förutom ren produktionskapacitet inom de industriella underleverantörerna utgörs ett tydligt exempel inom den finansiella sektorn av s.k. ”investment banking”. När ett stort företag ska köpa ett annat eller genomföra en emission krävs ofta så stor balansräkning från bankens sida att endast de största bankerna kan komma i fråga. Dessutom behövs ofta en stor förmåga att nå internationella placerare. Det görs enklast av organisationer med ett stort internationellt kontaktnät. Dessa tenderar vara stora aktörer. De som är stora får därför fler affärer, och blir därmed ännu större. Stora kunder är förmodligen också mer krävande och det är svårt att upprätthålla expertkunskap över ett brett fält i små företag. Stora finansiella företag har därför ofta konkurrensfördelar. Det faktum att Sverige har haft en relativt många stora icke-finansiella företag har säkert främjat utvecklingen inom den svenska finansiella sektorn. I någon mening råder det ingen konflikt mellan en specialisering och en geografisk koncentration. När en koncern bryter ut en funktion, till exempel sin likviditetsförvaltning (”cash management”), ur övrig verksamhet och koncentrerar denna till en plats innebär det både en specialisering och en koncentration.